# Riguala
Riguala (aragonès: Riuala) és una caseria del municipi aragonès d'Isàvena, que pertanyia a l'antic terme de Serradui, al vessant de ponent del Brocoló, proper al coll del Vent.